# Sangue, fatica, lacrime e sudore

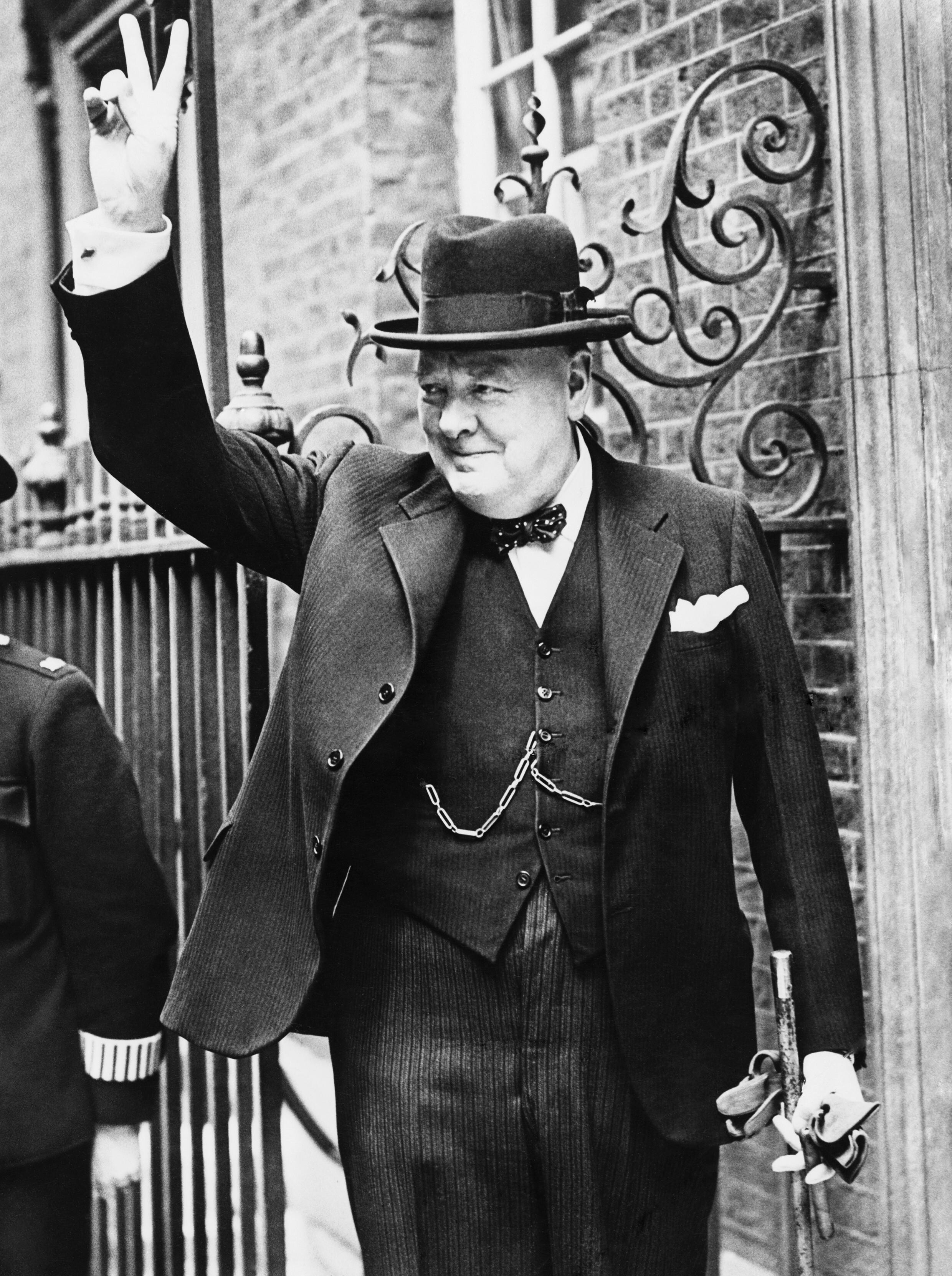
Il famoso saluto usato in molte occasioni da Churchill

Le parole «sangue, fatica, lacrime e sudore» (in inglese: Blood, toil, tears and sweat) resero famoso il primo discorso tenuto da Winston Churchill alla Camera dei Comuni del Parlamento del Regno Unito, il 13 maggio 1940. Il discorso è spesso conosciuto con questo nome.

## Contesto storico
Questo è stato il primo discorso di Churchill da quando è diventato primo ministro. Venne fatto il 13 maggio 1940 alla Camera dei Comuni, dopo che gli era stato offerto l'incarico dal re il venerdì precedente, per diventare Primo ministro del Regno Unito nel primo anno della seconda guerra mondiale. Churchill aveva sostituito Neville Chamberlain il 10 maggio e in questo discorso chiese alla Camera di dichiarare la propria fiducia al suo governo. La mozione passò all'unanimità. Questo fu il primo dei tre discorsi che tenne durante il periodo della Campagna di Francia, iniziata con l'invasione tedesca dei Paesi Bassi il 10 maggio.

## Precedenti della frase
Churchill aveva usato espressioni simili in precedenza, come "Il loro sudore, le lacrime, il loro sangue" nel 1931 e "nuove strutture di vita nazionale erette con sangue, sudore e lacrime" nel 1939.
La frase "Non ho nulla da offrire se non sangue, fatica, lacrime e sudore", è stata definita una parafrasi di quella pronunciata il 2 luglio 1849 da Giuseppe Garibaldi quando radunò le sue forze rivoluzionarie a Roma: "Offro fame, sete, marce forzate, battaglie e morte".
Da giovane, Churchill aveva pensato di scrivere una biografia di Garibaldi.  Le circostanze in cui Garibaldi pronunciò quel discorso - con la Repubblica Romana rivoluzionaria sopraffatta e Garibaldi che aveva bisogno di mantenere alto il morale delle sue truppe verso una ritirata altamente pericolosa attraverso gli Appennini - erano in qualche modo paragonabili alla situazione della Gran Bretagna con la Francia sopraffatta dall'offensiva tedesca.
Theodore Roosevelt a sua volta pronunciò una frase simile a quella di Garibaldi in un discorso all'US Naval War College il 2 giugno 1897, a séguito della sua nomina a Vice segretario della Marina: "Ogni uomo in mezzo a noi è il più adatto per soddisfare i compiti e le responsabilità della cittadinanza a causa dei pericoli sui quali, in passato, la nazione ha trionfato, a causa del sangue, del sudore e delle lacrime, del lavoro e dell'angoscia, attraverso i quali, nei giorni che sono passati, i nostri antenati riuscirono a trionfare". La battuta di Churchill è stata definita una "citazione diretta" dal discorso di Roosevelt e, attraverso questi, del discorso di Garibaldi. Churchill, soldato appassionato e figlio di un'americana, era suscettibile ad aver letto opere di Theodore Roosevelt, che era uno storico militare ampiamente pubblicato; è anche possibile abbia letto il discorso dopo essere stato nominato Primo lord dell'ammiragliato, una posizione simile a quella di Roosevelt.
Altre versioni della frase sono "Esso [poetico] è forgiato lentamente e dolorosamente, anello per anello, con sangue, sudore e lacrime" (Lord Alfred Douglas, 1919), "sangue, sudore, e milioni di lacrime bagnate"(Lord Byron, 1823), e "[...] addolciscilo con le tue lacrime, o il tuo sudore o il tuo sangue "(John Donne, 1611). In latino, Cicerone e Livio avevano usato la frase "sudore e sangue".

## Estratti
I would say to the House as I said to those who have joined this government: I have nothing to offer but blood, toil, tears and sweat. We have before us an ordeal of the most grievous kind. We have before us many, many long months of struggle and of suffering.
You ask, what is our policy? I will say: It is to wage war, by sea, land and air, with all our might and with all the strength that God can give us; to wage war against a monstrous tyranny, never surpassed in the dark and lamentable catalogue of human crime. That is our policy. You ask, what is our aim? I can answer in one word: Victory. Victory at all costs—Victory in spite of all terror—Victory, however long and hard the road may be, for without victory there is no survival.»
Dirò alla Camera quello che ho detto a coloro che hanno aderito a questo governo: Non ho altro da offrire se non sangue, fatica, lacrime e sudore. Abbiamo davanti a noi un calvario del tipo più grave. Abbiamo davanti a noi molti, molti lunghi mesi di lotta e di sofferenza.
Voi domandate: qual è la nostra politica? Vi dirò: è fare la guerra, per mare, terra e cielo, con tutta la nostra potenza e con tutta la forza che Dio può darci;  per fare la guerra ad una tirannia mostruosa, mai superata nell'oscuro e deplorevole catalogo della criminalità umana. Questa è la nostra politica. Voi domandate: qual è il nostro obiettivo? Posso rispondere con una sola parola: la vittoria. La vittoria a tutti i costi – La vittoria nonostante tutto il terrore – La vittoria, per quanto lunga e difficile la strada possa essere, perché senza la vittoria non c'è sopravvivenza.»
(Trascrizione del testo come originariamente letto da Churchill)

## La reazione
Churchill non era la scelta preferita della maggior parte dei conservatori per succedere a Chamberlain, ma la mozione del 13 maggio "Che questa Camera accoglie con favore la formazione di un governo che rappresenti la volontà unita e inflessibile della nazione per proseguire la guerra con la Germania ad una conclusione vittoriosa" venne votata all'unanimità. Era stato impopolare in molti ambienti dagli anni '30 e i parlamentari avevano ignorato o criticato i suoi discorsi in cui denunciava la politica di appeasement del primo ministro verso la Germania; anche gli altri che si opponevano a Chamberlain lo evitavano. Uno storico descrisse l'effetto del discorso sul Parlamento, tuttavia, come "elettrizzante.[...] Stava ancora parlando alla Camera dei Comuni, ma era ora ascoltato, ed acclamato." Tuttavia, lo stesso Churchill successivamente ritenne che molti parlamentari conservatori lo considerassero ancora con riserva e fu solo nel suo discorso del 4 luglio 1940, che annunciava l'azione britannica contro la flotta francese a Mers-el Kebir, che poté sentire di avere il totale sostegno di tutta la Camera. Seguirono altri grandi discorsi, tra cui il discorso "Noi combatteremo sulle spiagge" del 4 giugno e il discorso "Quella fu la loro ora migliore" del 18 giugno: secondo il giudizio prevalente, essi furono di grande ispirazione e unificarono la forza della Gran Bretagna dopo le sue sconfitte nel primo anno di guerra.

## Curiosità
- Nel 2016 la Banca d'Inghilterra ha emesso la nuova banconota da 5 sterline con il ritratto di Churchill e la frase "non ho nulla da offrire se non sangue, fatica, lacrime e sudore". La banconota è costituita da una pellicola in polimero che garantisce una durata superiore di almeno due anni e mezzo a quella della carta moneta[17].